# Абдурахмон, Илхом Баротзода
Илхом Баротзода Абдурахмон (род. 8 ноября 1980, Душанбе) — таджикский дипломат. Посол Таджикистана в Азербайджане (с 2023).

## Биография
Родился 8 ноября 1980 года в Душанбе. Окончил Таджикский государственный педагогический университет имени С. Айни по специальности «переводчик английского языка», а также Российско-таджикский (славянский) университет по специальности «экономист менеджер».
С 2001 по 2004 год работал специалистом, ведущим и главным специалистом в Департаменте внешнего долга Министерства финансов Таджикистана.
С 2004 по 2006 год являлся специалистом по мониторингу Представительства Министерства труда и социальной защиты населения Таджикистана в Российской Федерации.
С 2007 по 2010 год работал в валютно-финансовом Управлении Министерства иностранных дел Таджикистана.
с 2010 по 2012 год работал начальником валютно-финансового Управления Министерства иностранных дел Таджикистана.
С 10 августа 2012 года по 21 ноября 2016 года являлся Генеральным консулом Таджикистана в Стамбуле (Турция).
С 2016 по 2018 год работал заместителем начальника Управления внешнеэкономического сотрудничества Министерства иностранных дел Таджикистана.
С 2018 по 2019 год работал Генеральным директором ГУП «Дипсервис» при МИД Республики Таджикистан.
С 1 мая 2019 года по 28 июня 2023 года являлся Генеральным консулом Таджикистана в Дубай, ОАЭ.
Посол Таджикистана в Азербайджане (с 3 июля 2023).
Владеет английским, русским, турецким языками.
Женат, имеет 4-х детей.